# Polyrhachis caeciliae
Polyrhachis caeciliae é uma espécie de formiga do gênero Polyrhachis, pertencente à subfamília Formicinae.